# 葉鴻績

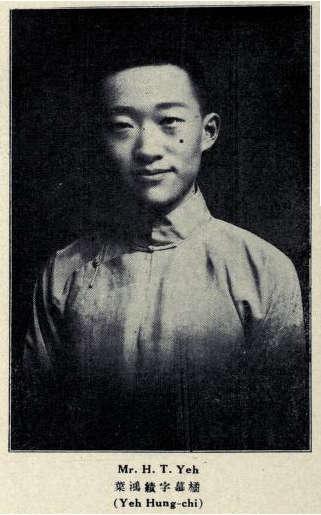

葉鴻績（1885年—？）字慕橘，江苏上海人，中华民国政治人物。

## 生平
他毕业于上海龍門師範學校。不久，他入江苏高等学堂主修文学。
1912年，他任职于上海司法衙门秘书处。几个月之后，他任职于江苏省行政公署总务处。在上海的一个区议会成立后，他任此会秘书长。1913年4月，他任北京国会参议院秘书。1914年3月，他任约法会议秘书。1915年4月，在约法会议结束后，他被该会议秘书长顧鼇推荐任行政官。该推荐被政府接受，他获准免于参加行政官资格考试。1915年8月，他被内务部提名到湖北任职。1916年5月，他被任命为北京宪法会议秘书。一年后，该会议结束，湖北省长要求将葉鴻績调往湖北等候任命为行政官。在该要求获准前，1917年秋，葉鴻績被交通部任命为上海电话局常务局长。在这一职位上他干了三年。此后他转到青岛任职。
此后其生平不详。